# Études de Casadesus
Pour les articles homonymes, voir Études pour piano.
Les Huit Études pour piano, op. 28, ont été composées en 1939 par le pianiste Robert Casadesus. Elles ont été créées en public par le compositeur au Carnegie Hall, à New York, en 1943. Elles ont été enregistrées une première fois par son épouse Gaby en 1975.

## Présentation
Les huit pièces s'attachent à des recherches sur des intervalles et des effets de sonorité pour le piano, en hommage aux Études de Debussy, composées en 1915 :
1. « Tierces »
2. « Octaves » — Quasi guitarra
3. « Sonorités »
4. « Quartes et Quintes » — Scherzo, Vivacissimo
5. « Deux contre Trois »
6. « Main gauche »
7. « Accords » — mouvement de sardane
8. « Légèreté » — Vivamente

## Interprétation
Les Huit Études ont été créées en public par Robert Casadesus, au Carnegie Hall de New York, en 1943. Elles ont été enregistrées une première fois par Gaby Casadesus, veuve du compositeur, en 1975.

## Analyse
Le critique musical Jean Roy considère que « les Huit Études, opus 28 poursuivent un dessein pédagogique transcendé par l'invention musicale fondée sur la recherche d'une unité de base : tierce, octave, quarte, quinte… »

## Discographie
1. Robert Casadesus, « Le voyage imaginaire » — Jean-François Bouvery (piano), Philips 442 016-2 (1993)

### Ouvrages généraux
- Guy Sacre, La musique pour piano : dictionnaire des compositeurs et des œuvres, vol. I (A-I), Paris, Robert Laffont, coll. « Bouquins », 1998, 1495 p. (ISBN 978-2-221-05017-0), p. 554-563

### Monographies
- Jean Roy, L'intemporel Robert Casadesus : Pianiste et compositeur, Paris, Buchet-Chastel, 1999, 121 p. (ISBN 2-283-01799-8)